# ブリアレオース

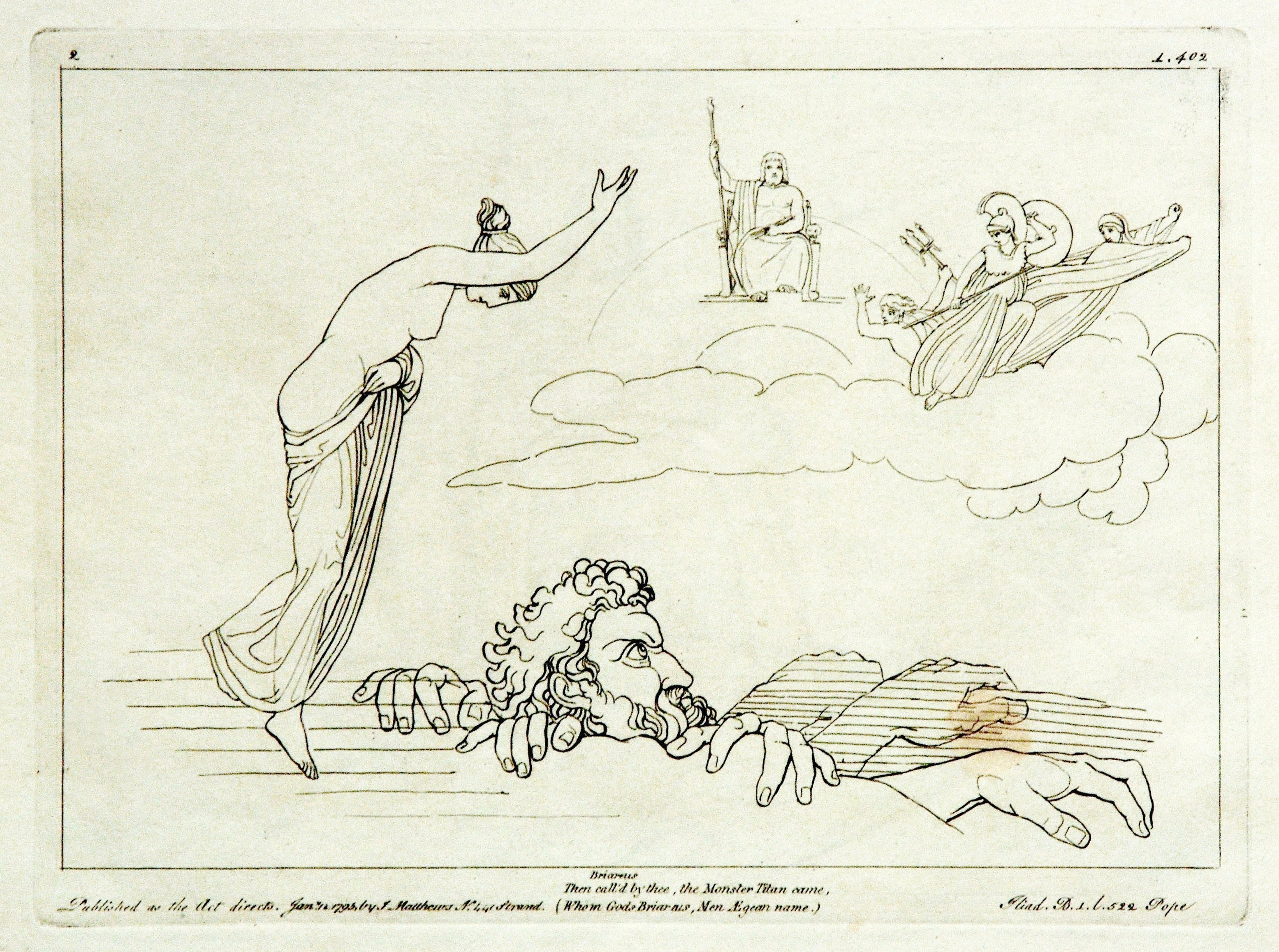
ジョン・フラックスマンが1793年に描いたブリアレオース。テティスの知らせでオリュムポスに現れて、ゼウスを救う様子を描いている。

ブリアレオース（古希: Βριάρεως, Briareōs, 英: Briareus）は、ギリシア神話の巨人である。その名前は「強き者」の意。天空神ウーラノスと大地母神ガイアの息子で、百手巨人ヘカトンケイルの1人。コットス、ギューゲースと兄弟。海神ポセイドーンの養子となり、ポセイドーンの娘キューモポレイアと結婚した。ホメーロスはブリアレオースの別名としてアイガイオーンを挙げている。長母音を省略してブリアレオスとも表記される。

## 神話
ブリアレオースらヘカトンケイルは百の腕と50の頭を持つ異形の姿に、巨大な体躯と怪物的な膂力を合わせ持つ巨人として生まれた。しかしウーラノスは彼らを嫌い、ヘカトンケイルをキュクロープスとともにガイアの腹の中に隠し続けた。ガイアはそれを辛く思い、クロノスを諭してウーラノスを打倒させたが、クロノスが神々の王となってからも彼らは解放されなかった。しかしゼウスはティーターノマキアーの際に彼らを解放した。ヘカトンケイルとキュクロープスはこれに感謝し、ゼウスに味方してティーターン族と戦った。そして戦争が終わるとヘカトンケイルはタルタロスに赴き、敗れたティーターン族の見張りを務めた。
ホメーロスの叙事詩『イーリアス』ではブリアレオースは神々の反乱に直面したゼウスの救済者として語られている。ヘーラー、ポセイドーン、アテーナーがオリュムポスでゼウスを拘束したとき、ブリアレオースは海の女神テティスからゼウスの危機を聞かされた。そこでブリアレオースがゼウスを助けるためオリュムポスに馳せ参じ、縛られたゼウスのそばに立つと、神々はブリアレオースを恐れてゼウスに近づくことが出来なかった。そのすきにテティスが縄を解いてゼウスを解放した。
また、ポセイドーンと太陽神ヘーリオスがコリントスの領有をめぐって争ったとき、ブリアレオースが仲裁役を務めた。ブリアレオースはコリントス地峡をポセイドーン、アクロコリントスをヘーリオスのものと判定した。のちにヘーリオスはアクロコリントスをアプロディーテーに譲った。
一方、オウィディウスは『祭暦』の中で、ティーターノマキアーの際にブリアレオースがゼウスと敵対したとする奇妙な神話を伝えている。それによるとクロノスはゼウスに敗れたとき、運命は我々を見放していないとティーターン族を鼓舞した。というのは、ガイアから生まれた半牛半蛇の怪物（オピオタウロス）の臓物を犠牲に捧げた者は不死の神々を倒すことができることを知っていたからである。この怪物は運命の女神モイライに命じられたステュクスが三重の壁の内側に閉じ込めていた。そこでブリアレオースは斧で怪物を屠殺し、臓物を火で炙ろうとしたが、ゼウスの遣わした鳶が一瞬早くかすめ取ってゼウスに届けたという。
なお、トロイアの英雄アイネイアースは冥界でブリアレオースの姿を目撃している。

## 解釈
ブリアレオースの別名アイガイオーンは海と関係が深い名前であり、アイガイオーン・ペラゴスと言えばエーゲ海を指す。そこで神話学者カール・ケレーニイは、今日では忘れ去られているがかつては神々の闘争の物語がたくさん存在したと述べたうえで、神々の反乱をテティスとブリアレオースが鎮めたとするホメーロスの伝承を挙げ、ブリアレオースは女神テティスとともにエーゲ海の海底を支配していたに違いないと述べている。
しかしホメーロスの述べる反乱の伝承は疑問視される傾向にある。この神話が『イーリアス』の中で語られているのは、アガメムノーンに憤慨したアキレウスが、ギリシア軍を苦しめてほしいという要望をゼウスに届けてもらおうと母テティスに要請する場面である。そこでホメーロスは、ゼウスがアキレウスの要望を受け入れる展開を作るために、テティスに大恩があるというエピソードを創作したのではないかというわけである。この解釈によると、アイガイオーンをブリアレオースの別名とした点にもホメーロスの狙いがあるという。現存しない叙事詩『ティーターノマキアー』によると、アイガイオーンはポントスとガイアとの間に生まれた海の巨人であり、ティーターン族との戦争ではゼウスと敵対関係にあったと伝えられている。この巨人の名前をブリアレオースの別名とすることで、ヘカトンケイルと海の女神テティスのつながりに説得力を持たせようとしたのではないかと指摘されている。
オウィデウスの伝承では、ブリアレオースはゼウスの敵対者として行動しており、ヘーシオドスの神話と食い違っている。これは叙事詩『ティーターノマキアー』で語られていたアイガイオーンのエピソードであった可能性がある。

## 影響
土星の第53衛星アイガイオンはブリアレオースの別名アイガイオーンにちなんで名付けられた。